# Veckholms landskommun
Veckholms landskommun var en tidigare kommun i Uppsala län. 

## Administrativ historik
Kommunen inrättades i Veckholms socken i Trögds härad i Uppland när 1862 års kommunalförordningar trädde i kraft 1863. 
Vid kommunreformen 1952 gick den upp i Södra Trögds landskommun, som 1971 uppgick i Enköpings kommun. 

## Politik

### Mandatfördelning i Veckholms landskommun 1938-1946
| 9 | 8 | 3 |

| 19 |

| 10 | 8 | 2 |

| 18 |

| 9 | 9 | 2 |

| 17 | 3 |